# روجر ميندي
روجر ميندي (بالفرنسية: Roger Mendy)‏ (8 فبراير 1960 بداكار في السنغال - ) هو لاعب كرة قدم سنغالي في مركز الدفاع، شارك في كأس الأمم الأفريقية 1990 وكأس الأمم الأفريقية 1992 وكأس الأمم الأفريقية 1986. وشارك مع منتخب السنغال لكرة القدم. أما مع النوادي، فقد لعب مع نادي بيسكارا ونادي تولون ونادي جان دارك ونادي موناكو.

## وصلات خارجية
- روجر ميندي على موقع قاعدة بيانات كرة القدم.إي يو (الإنجليزية)
- روجر ميندي على موقع ليكيب (الفرنسية)
- روجر ميندي على موقع ناشيونال فوتبول تيمز (الإنجليزية)
- روجر ميندي على موقع عالم كرة القدم.نت (الإنجليزية)